# Independent Wrestling Association Mid-South
Independent Wrestling Association (IWA) Mid-South (anche conosciuta come IWA Mid-South, IWA-MS e IWA Mid South Wrestling) è una federazione indipendente di wrestling Stati Uniti. Nacque nel 1996 a Louisville per merito di Ian Rotten.

## Titoli

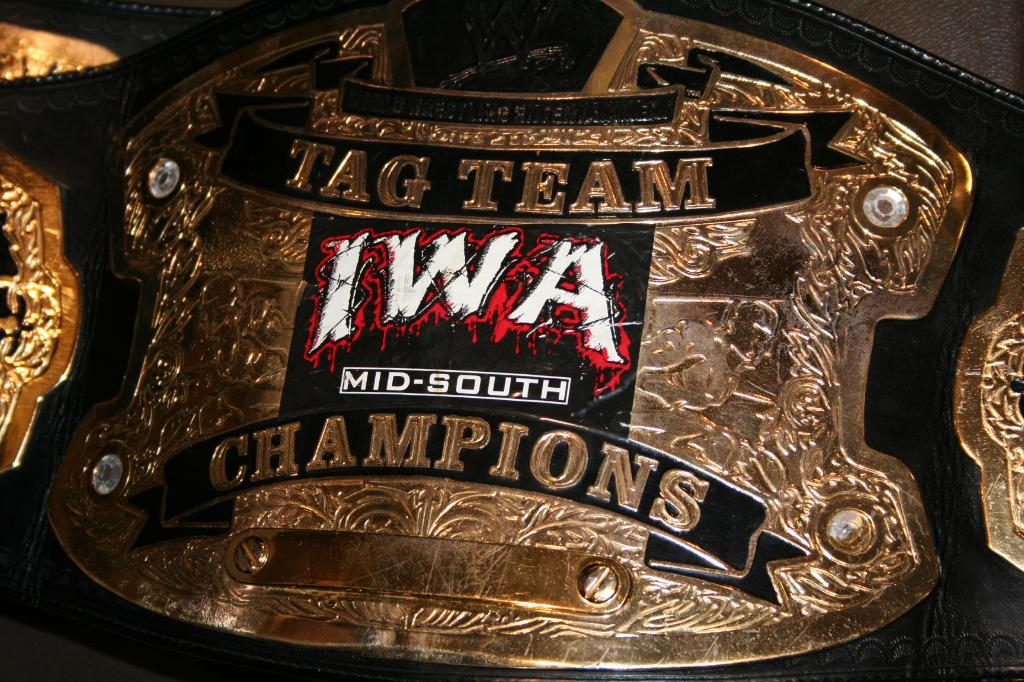
La cintura tag team della IWA Mid-South

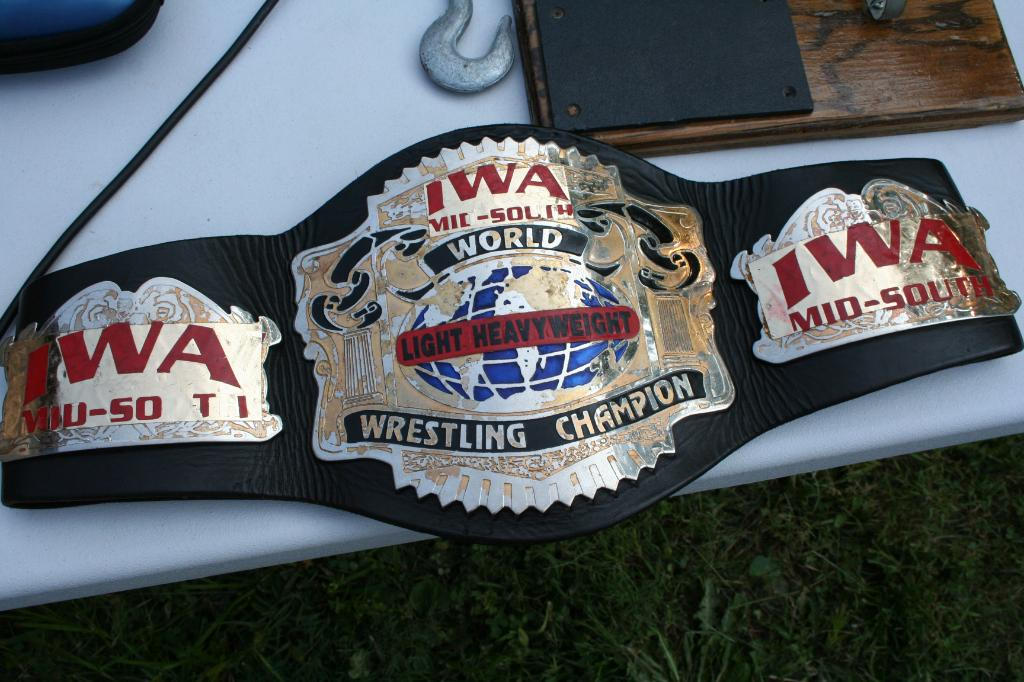
La cintura Light Heavyweight della IWA Mid-South

I titoli principali della IWA sono:
| Titoli:                                      |
| -------------------------------------------- |
| IWA Mid-South Heavyweight Championship       |
| IWA Mid-South Light Heavyweight Championship |
| IWA Mid-South King of the Deathmatch         |
| IWA Mid-South Deathmatch Championship        |
| IWA Mid-South Women's Championship           |
| IWA Mid-South Strong Style Championship      |
| NWA Mid west Women's Championship            |
| IWA Mid-South Hardcore Championship          |
| IWA Mid-South Television Championship        |

## Wrestler famosi
- Lance Cade
- William Mueller
- Chris Hero
- 2 Cold Scorpio
- Eddie Guerrero
- Matt Hardy
- Rey Mysterio
- CM Punk
- Sabu
- A.J. Styles
- The Honky Tonk Man
- Marvin Lambert
- Seth Rollins